# Helmond Sport in het seizoen 2008/09
Het seizoen 2008/09 was het 41ste jaar in het bestaan van de Helmondse voetbalclub Helmond Sport. De club uit Helmond kwam voor de 25e keer op rij uit in de Nederlandse Eerste divisie. Dit seizoen was het eerste seizoen onder leiding van trainer-coach Jurgen Streppel. In de Eerste divisie eindigde de club uit Helmond op de tiende plaats in de eindrangschikking. In de beker werd de club in de tweede ronde uitgeschakeld door FC Omniworld.